# Labancz László
Labancz László (Ladislau Labancz) (Margitta, 1928. november 22. – ) divattervező, festőművész, díszlettervező.

## Életpályája
1948–1950 között a Magyar Művészeti Intézetben tanult Kolozsváron. 1955-ben végzett a Moszkvai Filmművészeti Főiskola hallgatójaként. 1955–1965 között a Bukarest melletti Buftea Filmstúdióban, majd 1989-ig a Bukaresti Rajzfilmstúdióban (Animafilm) dolgozott díszlettervezőként.
Filmes munkái miatt kiállításokon csak ritkán jelentkezett; az 1980-as évek elejétől kezdett nagy intenzitással festeni. Képei a román tengerparton és a Duna-deltában az “ég és víz” témáját dolgozták fel.

## Egyéni kiállításai
- 1958, 1963, 1984, 1989, 2003 Bukarest
- 2007 Róma

## Filmjei
- Mingea (1959)
- Avalansa (1959)
- Tengerparti vakáció (1963)
- A különös ügynök (1974)
- Cirmi és Csurmi (1978)
- Falansterul (1979)